# 이효종씨 가족의 저녁식사
"이효종씨 가족의 저녁식사"(Dinner At Lee's House)는 한국에서 제작된 정희성 감독의 2003년 영화이다. 한국영화아카데미 등이 제작에 참여하였다.

## 기타
- 미술: 이종필